# Pseudomystus siamensis
Cá chốt bông hay cá chốt chuột (Danh pháp khoa học: Pseudomystus siamensis) là một loài cá trong họ Bagridae. Loài này thường phân bổ ở Lào, Campuchia, Thái Lan. Ở Việt Nam phân bố chủ yếu ở đồng bằng sông Cửu Long và là loài cá cảnh, cũng như được câu nhiều làm ẩm thực. 

## Đặc điểm
Phần trước của thân tròn, phần sau dẹp bên. Thân cao, phần trước hơi tròn, phần sau dẹp bên. Bụng tròn. Đầu nhỏ, hơi dẹp bằng, mặt dưới dẹp bằng. Mõm hơi tù, tương đối nhọn. Miệng dưới, rộng, có hình vòng cung và nằm trên mặt phẳng ngang; môi thịt; hàm trên hơi nhô ra, miệng dưới không co duỗi được. Có 4 đôi râu. Râu mép dài nhất và kéo chạm đến gốc vây ngực, râu hàm trên dài đến gốc vây ngực, râu cằm ngoài dài gần đến khe mang, râu mũi và râu cằm ngắn hơn. Mắt nhỏ có dạng bầu dục, nằm gần đỉnh đầu, được da che phủ. Màng mang phát triển, lỗ mang rộng. Gai vây ngực to và cứng. Cá có màu vàng nghệ với nhiều băng màu nâu đen vắt ngang qua thân và đầu.
Vây lưng, vây ngực, vây bụng, vây mỡ có màu nâu đen và điểm những đốm vàng. Vây đuôi màu vàng, trên hai thùy vây đuôi ở một số cá thể có băng đen vắt ngang. Vây lưng trung bình; gai vây lưng và vây ngực đều cứng khỏe, phía sau có răng cưa nhưng gai vây ngực to, cứng và răng cưa sắc nhọn hơn; gốc vây mỡ dài hơn gốc vây lưng và cách vây lưng một khoảng tương đương với chiều dài của nó; vây đuôi dài, phân thùy sâu.
Ngoài tự nhiên cá có thể đạt đến 20 cm chiều dài. Cá chốt chuột thì mình hình ống tròn, chiều dài lại ngắn hơn hai loại cá chốt sọc và cá chốt giấy; trên mình có các chấm đen và vàng, loài cá này thích ở các sông sâu hơn là lên trên đồng. Cá màu vàng nghệ với nhiều băng nâu đen vắt ngang qua đầu và thân, một băng vắt ngang qua đuôi, một băng qua vây mỡ và vây hậu môn, một băng qua vây lưng, ngực, bụng, một băng vắt ngang qua đầu. Tuy nhiên hình dạng các băng thường thay đổi; vây lưng, vây ngực, vây bụng, vây mỡ có màu nâu đen và điểm các đốm vàng; vây đuôi màu vàng, trên 2 thùy có băng đen vắt ngang.

## Câu cá
Vào mùa tháng ba, tháng tư thường thường người dân miền Tây ở ruộng hay quăng câu ngầm, móc mồi trùn; ở đầu giường câu kia buộc một cục đá, đầu này buộc vào một cây sào dài; người ta có thể đứng trên bờ quăng luồng câu ra xa ngoài dòng nước rồi cắm cây sào dài giữ luồng câu cho đừng bị trôi. Sau đó lại nhổ cây sào thăm câu, phăng câu lên, cá chốt dính mỗi lưỡi mỗi con đây là câu quăng.
Người ta móc mồi sẵn và khoanh tròn trong một cái sàng rộng, ngồi ở mũi xuồng rồi lấy câu từng lớp từng lớp thả câu dài theo dòng sông cho chìm sát dưới đáy sông; khi bũa câu xong người ta mới cắm cây sào dài và buộc giường câu vào cây sào để giữ giường câu khỏi bị trôi. Khi thăm câu người ta cũng nhổ cây sào lên và phăng giường câu từ từ, rồi gỡ cá bỏ vào xuồng. Cách câu cá chốt thực hiện vào mùa tháng ba, tháng tư khi trời vào mùa mưa.
Ngoài cách bắt cá chốt bằng câu quăng, người ta còn nhữ mồi chận đăng nơi các miệng hầm, vàm mương, hoặc chận đăng cặp các mé cỏ (còn gọi là đăng mé) vào tháng cá sắp lên đồng. Cách đăng mương là được nhiều cá chốt. Buổi chiều nước lớn và vào lúc nửa đêm nước bắt đầu ròng, thì người ta nhữ mồi cá vào lúc chạng vạng tối cho cá bắt hơi mồi kiếm ăn đặng cá vô mương. Chờ cá vô như vậy cho tới khi nước gần đứng ròng, người ta mới lội xuống nước trải đăng ra đăng vàm mương lại. 